# Brevicornu spathulatum
Brevicornu spathulatum är en tvåvingeart som först beskrevs av Lundstrom 1911.  Brevicornu spathulatum ingår i släktet Brevicornu och familjen svampmyggor. Inga underarter finns listade i Catalogue of Life.